# Divine
Divine, vlastním jménem Harris Glenn Milstead, (19. října 1945 – 7. března 1988) byl americký zpěvák, herec a drag queen. Herectví ve filmech se začal věnovat již ve druhé polovině šedesátých let. Hrál převážně ženské role, blízce spolupracoval například s režisérem Johnem Watersem. Své první album nazvané My First Album vydal v roce 1982. Později následovala alba The Story So Far (1984) a Maid in England (1988). Zemřel ve věku 42 let na následky kardiomegalie (zvětšení srdce).

## Filmografie
- Mondo Trasho (1969)
- Mnohočetní maniaci (1970)
- Růžoví plameňáci [Pink Flamingos] (1972)
- Female Trouble (1974)
- Polyester (1981)
- Vášeň v prachu (1985)
- Grázl (1985)
- Ze tmy (1988)
- Lak na Vlasy (1988)